# Роберт Џој
Роберт Џој (енгл. Robert Joy; Монтреал, Квебек, 17. август 1951) канадско-амерички је филмски, позоришни и телевизијски глумац. Током своје глумачке каријере, појавио се у више од 130 филмова и ТВ серија.
Најпознатији по улози др Сида Хамербека у ТВ серији Место злочина: Њујорк (2005—2013). Такође је глумио у филмовима Амитивилски ужас 3: Ђаво (1983), Миленијум (1989), Мрачна половина (1993), Водени свет (1995), Посрнули (1998), Земља мртвих (2005), Брда имају очи (2006) и Осми путник против Предатора 2 (2007).